# Drepanosticta khaochongensis
Drepanosticta khaochongensis là loài chuồn chuồn trong họ Platystictidae. Loài này được Asahina mô tả khoa học đầu tiên năm 1984.